# 흰노랑마모셋
흰노랑마모셋 (Mico chrysoleucos)은 신세계원숭이에 속하는 마모셋 원숭이의 일종이다. 브라질이 원산지다. 자연 서식지는 아열대 또는 열대 습지의 저지대 숲이다.